# Château d'Étais
 (octobre 2022).
Si vous disposez d'ouvrages ou d'articles de référence ou si vous connaissez des sites web de qualité traitant du thème abordé ici, merci de compléter l'article en donnant les références utiles à sa vérifiabilité et en les liant à la section « Notes et références ».
Le château d'Étais est un château moderne situé  à Étais (Côte-d'Or) en Bourgogne-Franche-Comté.

## Localisation
Le château est situé rue du Sou à l'entrée sud du chef-lieu en rive est de la RD 980.

## Historique
La seigneurie est ancienne : en 1239 les héritiers de Mathieu d’Etais ne parvenant pas à s'accorder, le duc Hugues attribue à Milon et sa femme Alix le village de Puits avec sa forteresse et à Mathieu et Hugues, ses frères, diverses terres dont celle d'Etais avec sa forteresse. 
En 1363, Philippe II reprend le château aux Anglais qui l'occupent et le fait démolir. En 1416, Jean de La Baume tient en fief de Pierre II de Montagu, sire de Mâlain, les terres de Marigny-le-Cahouët, Bussy et Etais dont le château est toujours en ruine. En 1500, ces fiefs passent à Guy de La Baume, comte de Montrevel, chevalier de la Toison d'Or. 
Au XVIIe siècle le château actuel est reconstruit sur les ruines du précédent. En 1763, sur la carte de Cassini il est bien localisé au sud du village. Aux débuts du XIXe siècle il est largement remanié : reconstruction du logis, des dépendances et du colombier datés 1810 et 1819, réfection de la chapelle.

## Architecture
Il ne reste rien du château fort du XIIIe siècle. Seuls la chapelle, très remaniée au XIXe siècle, et le portail remontent au XVIIe siècle. Caché dans son parc face à ses communs, le logis de plan régulier en U construit au début du XIXe siècle se compose d'un étage carré avec toit à longs pans, croupe et toits coniques couvert de tuiles plates et d’ardoises. L’escalier en vis est hors-œuvre.